# Rebelión de las Alpujarras
La rebelión de las Alpujarras fue un conflicto acontecido en España entre 1568 y 1571 durante el reinado de Felipe II. La abundante población morisca del Reino de Granada se alzó en armas en protesta contra la Pragmática Sanción de 1567, que limitaba sus libertades culturales. Cuando el poder real consiguió vencer a los sublevados, se decidió deportar a los moriscos supervivientes a varios puntos del resto de la Corona de Castilla, cuya población morisca pasó de veinte mil a cien mil personas. Por la gravedad y la intensidad de sus combates también se le conoce como la Guerra de las Alpujarras. Felipe II quedó sobrecogido ante las masacres de sacerdotes llevadas a cabo por los rebeldes. Aparte de las muertes y de las expulsiones, miles fueron vendidos como esclavos dentro de España. En la Córdoba de 1573 había unos mil quinientos esclavos moriscos.

## Antecedentes
Por iniciativa del arzobispo de Granada Pedro Guerrero, que estaba convencido de que mientras los moriscos mantuvieran sus costumbres y tradiciones no podrían llegar a ser verdaderos cristianos, se reunió en 1565 un sínodo provincial de los obispos del reino de Granada. Estos acordaron cambiar la política de persuasión —se abandonaron los términos evangelización, predicación, catequización— para hablar exclusivamente de represión. Se reclamó la aplicación de las medidas que habían quedado en suspenso en 1526, lo que significaba la prohibición de todos los elementos distintivos de los moriscos como la lengua, los vestidos, los baños, las ceremonias de culto, los ritos que las acompañaban, las zambras, etc. Además los obispos pidieron al rey que se extremaran las medidas de control, proponiendo que en los lugares de moriscos se asentaran al menos una docena de familias de cristianos viejos, que sus casas fueran visitadas regularmente los viernes, sábados y días festivos, para asegurarse de que no seguían los preceptos coránicos, y que se vigilara estrechamente a los moriscos notables para que diesen ejemplo, y que a los hijos de estos «Vuestra Majestad los mandase llevar y criar en Castilla la Vieja a costa de sus padres para que cobrasen las costumbres y Cristiandad de allá y olvidasen las de acá hasta que fuesen hombres».

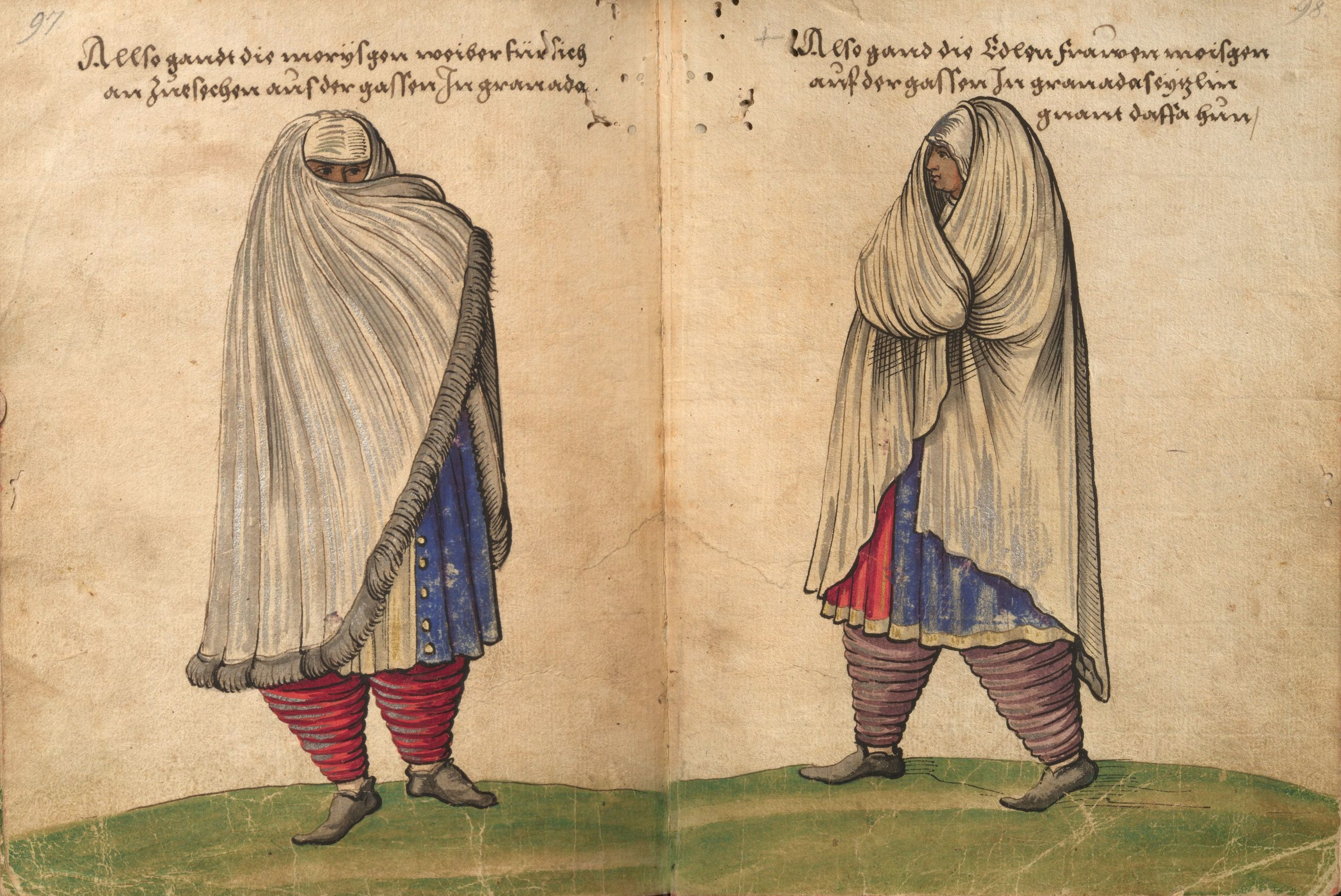
"Vestidos de paseo de las mujeres moriscas en Granada". Dibujos de Christoph Weiditz (1529)

Estas propuestas fueron discutidas por una junta de juristas, teólogos y militares reunida en Madrid (en la que participó el duque de Alba) que acordó recomendar al rey que aplicara las prohibiciones acordadas por la junta reunida en Granada en 1526 y que el rey Carlos I había dejado en suspenso a cambio de los 80 000 ducados que le entregaron los moriscos granadinos. Inmediatamente después de la reunión de la junta fue nombrado Pedro de Deza presidente de la Chancillería de Granada, un personaje cuya actuación encrespará los ánimos de los moriscos, como reconoció don Juan de Austria en una carta enviada al rey en la que le dice que su «manera de proceder... con esta gente» «es cierto muy contraria á la que ha convenido y conviene llevar».
Felipe II dio finalmente su aprobación y el resultado fue la pragmática de 1 de enero de 1567. Los moriscos intentaron negociar la suspensión, como ya lo hicieron en 1526, pero esta vez el rey se mostró inflexible y así se lo comunicó el cardenal Diego de Espinosa, presidente del Consejo de Castilla e Inquisidor General, a una delegación enviada a Madrid e integrada por el cristiano viejo Juan Enríquez, acompañado de dos notables moriscos, Hernando el Habaqui y Juan Hernández Modafal. También fracasaron las gestiones llevadas a cabo por Francisco Núñez Muley ante Pedro de Deza —quien le contestó que las razones que había expuesto «eran las antiguas y no bastantes para revocar la pragmática»—, e incluso las del Capitán General de Granada, Íñigo López de Mendoza y Mendoza, III marqués de Mondéjar, ante el cardenal Espinosa. "La voluntad de terminar de una vez para siempre con toda una estructura social, con toda una cultura, era clara y no había nada que hacer ante ella. Nada, salvo la guerra", afirma Julio Caro Baroja.

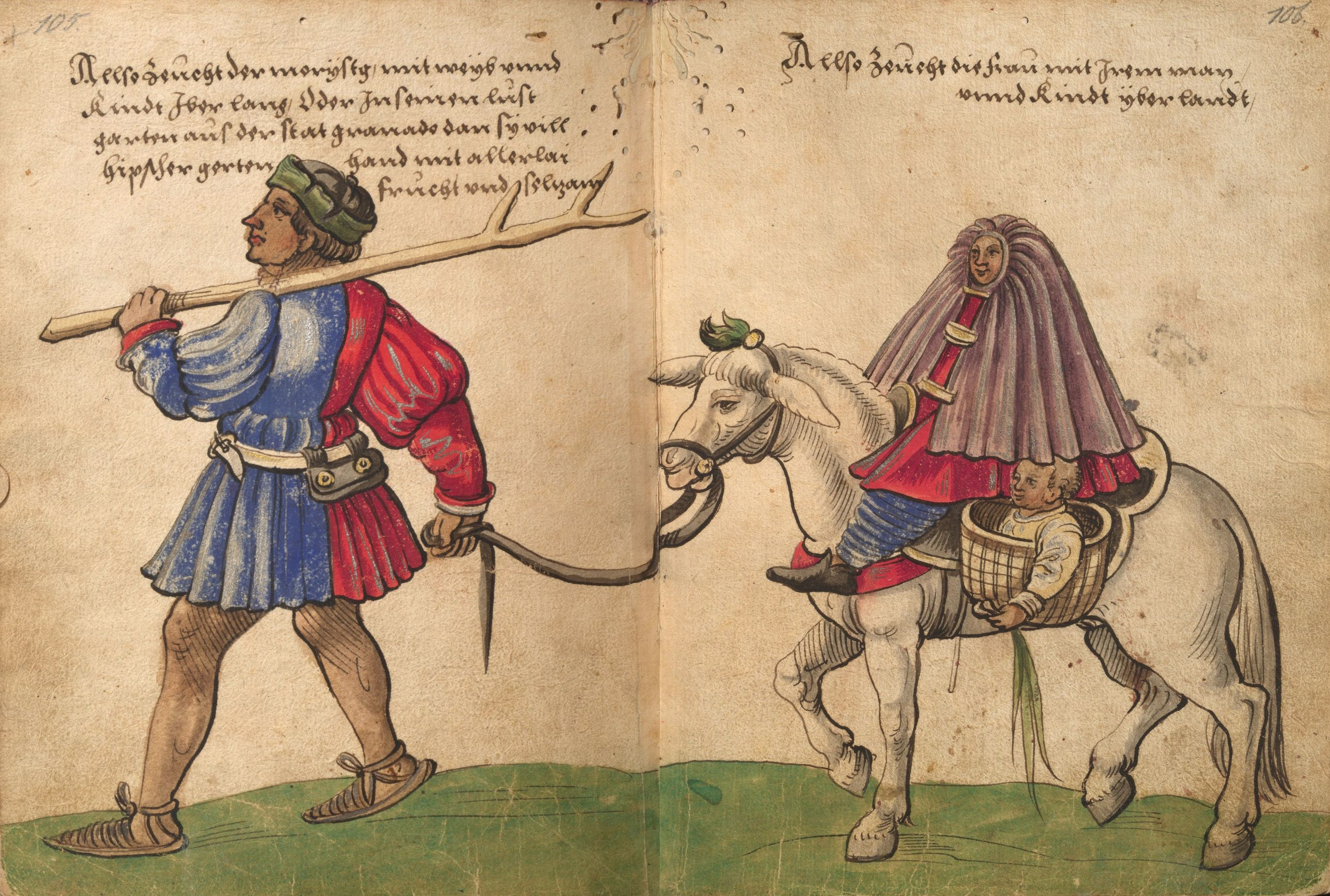
"Moriscos del reino de Granada, dando un paseo por el campo con mujeres y niños". Dibujo de Christoph Weiditz (1529)

Francisco Núñez Muley, en el memorial que presentó protestando contra las injusticias que se cometían contra los moriscos, escribió:

Paramos cada día peor y más maltratados en todo y por todas vías y modos, asní por las justicias seglares y sus oficiales como por las eclesiásticas; y esto es notorio y no tiene necesidad de se hacer información dello. ¿Cómo se de quitar a las gentes su lengua natural, con que nacieron y se criaron? Los egipcios, syrianos, malteses y otras gentes cristianas en arábigo hablan, leen y escriben, y son cristianos como nosotros.

En cuanto se conoció el fracaso de estas gestiones, los moriscos de Granada, como relató un cronista, «comenzaron a convocar rebelión». Hubo reuniones secretas en el Albaicín para prepararla y las autoridades empezaron a detener moriscos que creían implicados. E incluso se hicieron planes para expulsar a los moriscos del reino y reemplazarlos por cristianos viejos. Como han señalado Antonio Domínguez Ortiz y Bernard Vincent, «estamos ya muy lejos de la época en que se discutía sobre las modalidades de la asimilación; ahora se trataba de llegar a una asimilación inmediata y total (que implicaba la muerte de una civilización) o de la expulsión».
Lo cierto es que las sospechas de Felipe II y la corte sobre la lealtad de los súbditos moriscos, unidas a la obsesión de la monarquía por la uniformidad religiosa, a cuyo fin funcionaba la inquisición, crearon un amplio malestar entre los moriscos. Tras un año de infructuosas negociaciones, la población morisca granadina decidió levantarse en armas en 1568.

## Desarrollo
Sobre el desarrollo de la guerra existen tres grandes relatos coetáneos de gran valor: el de Luis de Mármol Carvajal, el de Ginés Pérez de Hita y el de Diego Hurtado de Mendoza, quien participó en la campaña militar.

### Los preparativos

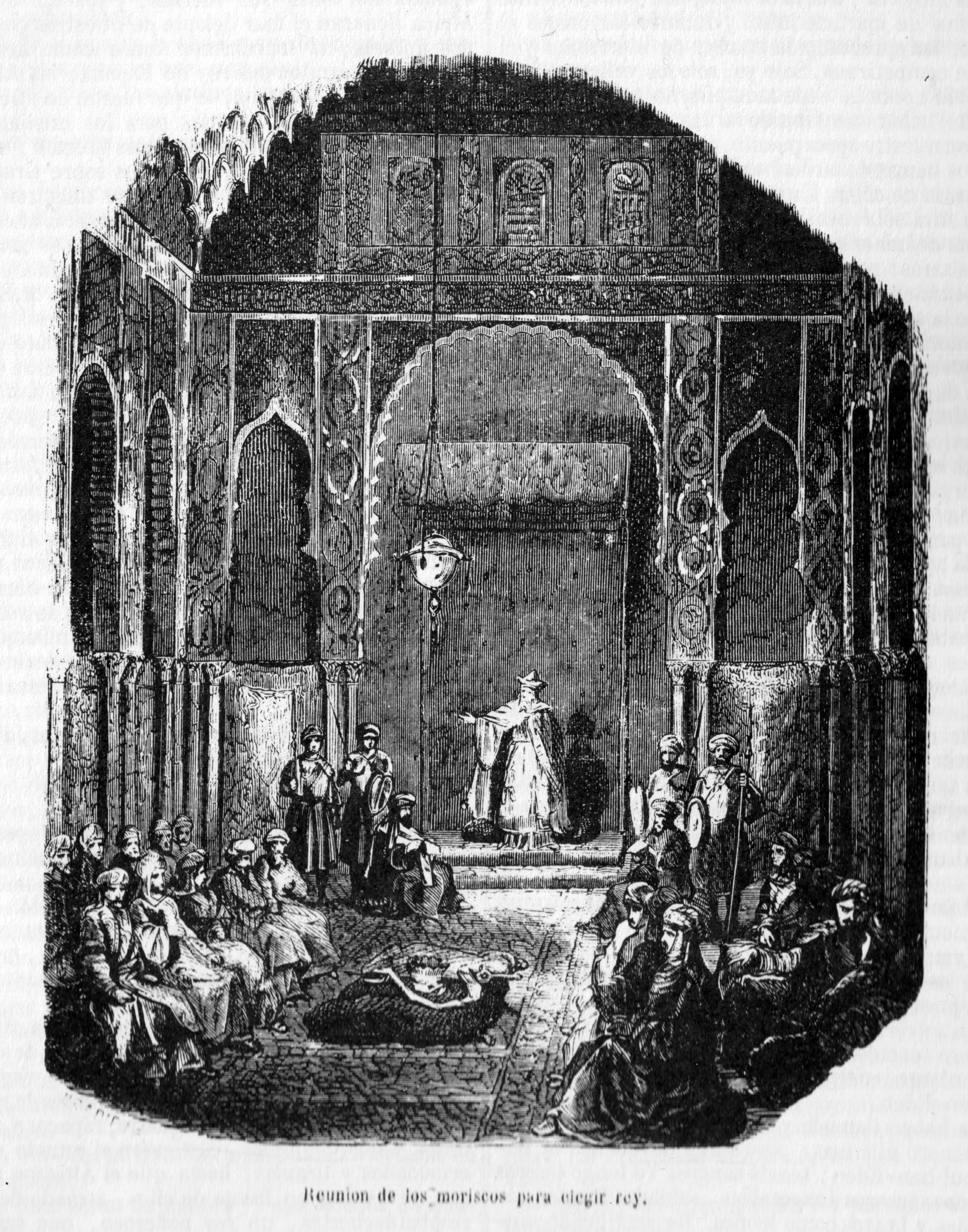
Elección de Aben Humeya como rey de los moriscos en la rebelión de las Alpujarras, según un grabado de la novela Los Monfíes de las Alpujarras (1859) de Manuel Fernández y González.

En los meses que siguieron a la publicación de la pragmática el 1 de enero de 1567 los moriscos prepararon a conciencia la sublevación. Así lo relata el cronista Pérez de Hita:

Desta suerte fueron levantados otros muchos lugares, poblándose muchas cuevas seguras y ásperas, que jamás pudieron ser ganadas, y haciendo grandes apercibimientos de armas, de harina de trigo y cebada, aceite y otros diversos mantenimientos para más de seis años.

Los jefes principales, algunos llegados de la Alpujarra, mantuvieron reuniones en casas de familias conocidas del Albaicín y desde allí se fueron dando las órdenes. En la reunión celebrada el 27 de septiembre de 1568 se propuso que se eligiera un jefe, rey, jeque o capitán para que encabezara la revuelta. El día de San Miguel se nombró a Hernando de Córdoba y Válor como rey de los conjurados siguiendo el viejo ritual con que se entronizaban los reyes de Granada, «vistiéndole de púrpura, tendiendo cuatro banderas a sus pies, reverenciándoles y exhumando profecías». Según declaró más tarde la esposa de Hernando de Válor a la solemne ceremonia acudieron los moriscos ricos, «vestidos de negro y bien tratados» y tras ella se comieron «mazapanes y confituras y roscas y buñuelos». Hernando de Válor fue escogido por ser descendiente del linaje de los califas de Córdoba, los Omeyas, y por ello tomó el nombre moro de Abén Humeya (o Abén Omeya).

### Los combates
La rebelión se inició la víspera de Navidad de 1568 en la aldea de Béznar (Valle de Lecrín), donde los moriscos insurgentes reconocieron como su rey a Abén Humeya, y a la que sumaron numerosas aldeas de las tahas de Órgiva, Poqueira y Juviles y los demás moriscos de las Alpujarras. El primer movimiento de los rebeldes fue encabezado por el "gran visir" de Aben Humeya, Farax Aben Farax, que penetró esa noche del 24 al 25 de diciembre en el barrio granadino del Albaicín con un grupo de monfíes para sublevar a los moriscos que vivían allí pero al no conseguirlo lo abandonó —unos centenares de adeptos marcharon con él—. El fracaso de la sublevación en la capital se mostrará decisivo en el desenlace de la contienda que afectó a todo el Reino de Granada, y cuyo desarrollo se suele dividir en cuatro fases.
Primera fase

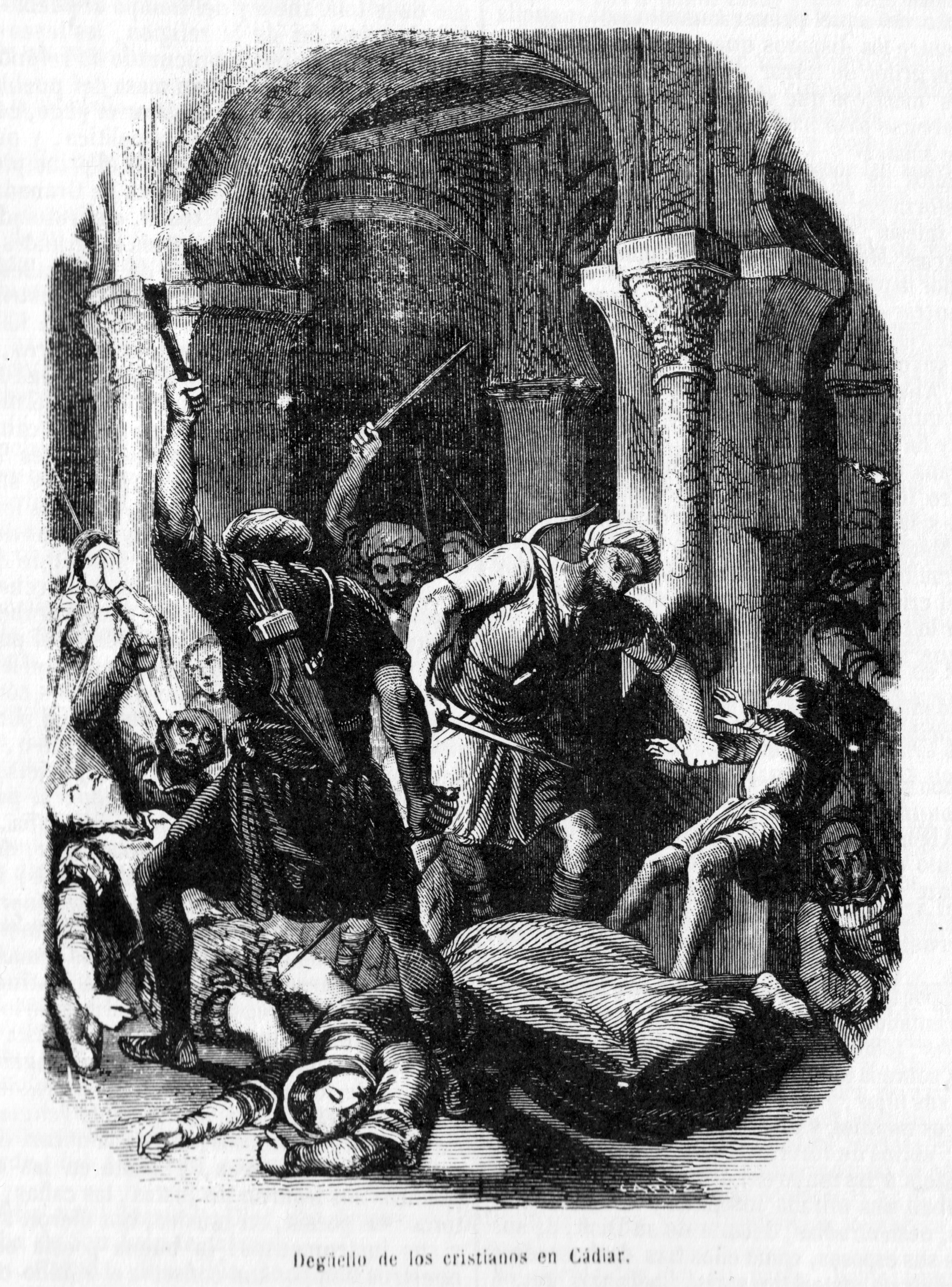
Degüello de cristianos en Cádiar, según un grabado de la novela Los Monfíes de las Alpujarras (1859) de Manuel Fernández y González.

La primera fase duró hasta marzo de 1569 y estuvo marcada por las campañas conducidas por el marqués de Mondéjar y el marqués de Los Vélez para acabar con la rebelión. El primero partió de Granada en dirección a la Alpujarra estableciendo su cuartel general en Órgiva (en enero de 1569 ocupó las poblaciones de Juviles y Paterna evitando la represión y el pillaje de la tropa contra la población morisca, acción que le concedió fama de contemporizador) y el segundo salió de Vélez-Blanco, situándose en Terque al este de las Alpujarras. Esta primera fase militar se encalló debido a la enemistad que mantenían los dos marqueses —alentada desde la Chancillería de Granada, que denunció en repetidas ocasiones a Mondéjar ante el rey— pero, además, la campaña fracasó y la insurrección cobró nueva fuerza a causa de los excesos cometidos por los soldados que se indisciplinaron en repetidas ocasiones. Del lado morisco el estallido de la rebelión fue seguido de una oleada de actos de venganza contra los cristianos viejos.
Como han destacado Antonio Domínguez Ortiz y Bernard Vincent, «la guerra, durante las primeras semanas, revistió un carácter fanático, que se tradujo en la muerte, acompañada de torturas, de los curas y sacristanes, la destrucción de iglesias, las profanaciones», en las que también participaron los bandoleros monfíes, que constituyeron las tropas de choque de los rebeldes y que estaban muy acostumbrados al uso de métodos expeditivos. Se calcula que fueron asesinados entre 62 y 86 curas y frailes.

Apenas quedó sacerdote, sacristán o fraile de la Apujarra y tierras vecinas libre de terribles crueldades. [...].  Mármol narra al por menor las circunstancias del martirio. A los curas y frailes les escarnecían recordándoles la severidad con que llevaban la cuenta de los que no asistían a misa y las penas que imponían por esto, las admoniciones que dirigían a las mujeres porque no se descubrían la cara o seguían practicando las antiguas costumbres. Una de las preocupaciones de los sublevados (como buenos musulmanes) era, sin embargo, la de hacer abjurar a los prisioneros, y en los casos de resistencia, que fueron todos, según los historiadores, era cuando iniciaban los tormentos. [...] Los lugares de culto fueron incendiados y saqueados de modo sistemático... Los moriscos expoliaban las sacristías, las casas de los curas y las de los cristianos en general. Como las iglesias sirvieron de refugio a los cristianos... a los asedios siempre se sumaron las rapiñas y profanaciones. [...] "Iuan a la Iglesia de cualquier lugar, derribauan los retablos, arrastrauan las imágenes, las despedaçauan y quebrauan las pilas del bautismo y sagradas Aras, vestíanse los ornamentos sacerdotales con irrisión y burla dellos" [cuenta un cronista].

Paralelamente los moriscos sublevados restauraron todos los aspectos de la civilización musulmana en las zonas que dominaban. Levantaron mezquitas, celebraron solemnemente los ritos islámicos, restablecieron la antigua etiqueta de la monarquía nazarí y la autoridad de los jefes de los antiguos linajes a los que concedieron los honores y atributos que les correspondían, y celebraron certámenes deportivos y juegos como en los tiempos de los Abencerrajes. La mayor parte de los sublevados abandonaron los poblados donde vivían yéndose con sus familias y bienes a lugares montañosos fortificándose en ellos. Así surgieron los "peñones", famosos por su significado estratégico, como el de Frigiliana donde se refugiaron los moriscos de la sierra de Bentomiz.
En cuanto al pillaje y la indisciplina de las tropas cristianas, este se debió al hecho de que en su mayoría eran milicias urbanas faltas de entrenamiento y de entusiasmo —según el cronista Pérez de Hita la mitad de ellas constituían "los mayores ladrones del mundo, animados de la idea única de robar, saquear y destruir los pueblos de moriscos que se contenían sosegados"— y la táctica de las emboscadas empleada por los sublevados que rehuían el combate en campo abierto y aprovechaban su mayor conocimiento de un terreno tan intrincado como el de las serranías, en las que dominaban los puntos elevados desde donde daban audaces golpes de mano. Además «trataban de provocar el hambre en las filas enemigas dejando tras ellos campos incendiados y molinos destruidos». Por otro lado, ambos bandos actuaron con gran ferocidad y crueldad. Así mientras el marqués de Mondéjar tras la dura toma del fuerte de Guájar ordenó que fueran ejecutados todos sus habitantes, mujeres incluidas, los moriscos tras la conquista de Serón, en la fase siguiente de la guerra, «redujeron a esclavitud a 80 mujeres y mataron a 150 hombres y 4 ancianos, a pesar de las promesas hechas anteriormente».
Ambos bandos vendieron como esclavos a buena parte de los del bando contrario que apresaron y no mataron. Los moriscos vendieron cantidad de cautivos cristianos a los mercaderes llegados del norte de África a cambio de armas, llegándose a dar «un cristiano por una escopeta». Por su parte los soldados de las tropas cristianas capturaban como botín de guerra a moriscos, especialmente mujeres, y el producto de su venta como esclavos o esclavas era para ellos, habiendo renunciado la Corona al "quinto" del precio pagado que debía haberle correspondido. Jefes y oficiales también se repartieron lotes de prisioneros, incluso niños —en un documento oficial se dice: «al capitán Gil de Andrada se le de María Hernández con dos niños suyos»—, y la propia Corona también se benefició de la venta de esclavos como sucedió con muchos de «los moros de Jubiles [que] fueron vendidos en pública almoneda en Granada, por cuenta del rey, y algunos murieron en cautiverio». La esclavización de los vencidos, incluidos mujeres y niños, fue una de las razones de que la resistencia morisca se prolongara.
Segunda fase
La segunda fase de la guerra abarca de marzo de 1569 a enero de 1570 y durante la misma la iniciativa correspondió a los moriscos insurgentes que contaron con nuevos apoyos porque las aldeas del llano y de otros lugares se sumaron a la rebelión. En mayo atacaron Berja donde tenía en ese momento su campamento el marqués de los Vélez; el 11 de julio tomaron Serón después de un sitio de un mes; en septiembre sitiaron Vera y en noviembre Órgiva, aunque no lograron tomarlas. El 20 de octubre fue asesinado Aben Humeya por los suyos y Aben Aboo quedó al mando de la rebelión. Aben Humeya «tenía muchos enemigos, pues se le consideraba codicioso, dado al vicio y al despotismo... Varios cabecillas, entre ellos Diego Alguacil, en relación con los turcos, decidieron deshacerse de él, y una noche, hacia el 20 de octubre de 1569, estando en Laujar, le prendieron y ahogaron».
La rebelión fue apoyada militar y económicamente por Argelia (entonces, un protectorado del Imperio Otomano), con el objetivo de debilitar a Felipe II. Así de los 4000 insurgentes en 1569 se pasó a los 25 000 en 1570, incluyendo algunos elementos bereberes y turcos. La Armada Real mandada por Luis de Requesens y Gil de Andrade hubo de movilizarse para traer refuerzos al Ejército y proteger la Costa Granadina para evitar la llegada de refuerzos otomanos desde el norte de África. No obstante, el auxilio otomano a la rebelión fue de poca consideración y nunca llegó a alcanzar un carácter decisivo.
Tercera fase

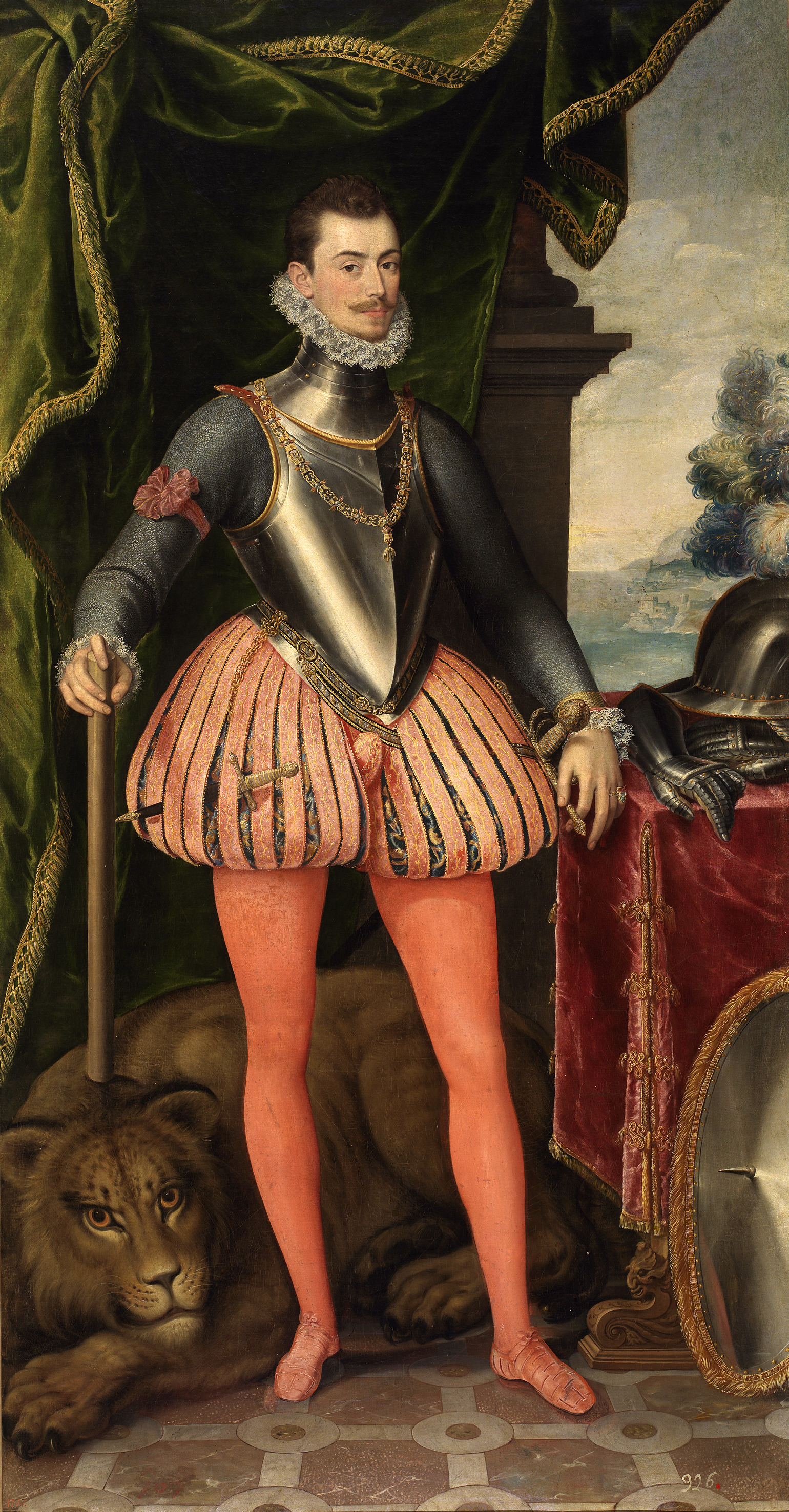
Don Juan de Austria.

La tercera fase de la guerra se inicia en enero de 1570 cuando, ante el grave cariz que tomaba la revuelta, el rey Felipe II destituyó al marqués de Mondéjar como capitán general de Granada y nombró a su medio hermano don Juan de Austria para mandar a un ejército regular traído de Italia y del Levante, que sustituyó a la milicia local. Don Juan de Austria conquista y ordena destruir Galera el 10 de febrero, después de un asedio de casi dos meses; en marzo conquistó Serón dirigiéndose a continuación a la Alpujarra a finales de abril, instalando su cuartel general en el campo de los Padules, donde se le unió un segundo ejército al mando del duque de Sessa, Gonzalo Fernández de Córdoba, que había salido de Granada en febrero y había atravesado la Alpujarra de oeste a este. Al mismo tiempo, un tercer ejército al mando de Antonio de Luna y Enríquez de Almansa había salido de Antequera para alcanzar la sierra de Bentomiz, otro de los focos de la rebelión morisca, a principios de marzo.
Cuarta fase
La cuarta fase de la guerra se extiende de abril de 1570 a la primavera de 1571. Don Juan de Austria entró a sangre y fuego en las Alpujarras, donde destruyó casas y cultivos, pasando a cuchillo a hombres y haciendo prisioneros a todos los niños, mujeres y ancianos moriscos que encontraron a su paso. El avance de las tropas de la Corona abrió una brecha en el bando morisco entre los partidarios de continuar la lucha y los que defendían la necesidad de negociar la rendición. En mayo se produjo una entrevista en el Fondón de Andarax resultado de la cual muchos moriscos depusieron las armas o huyeron al norte de África. Poco después el líder de los partidarios de la negociación, Hernando El Habaqui fue detenido y ejecutado por orden de Aben Aboo. Los combates se desplazaron entonces a la Serranía de Ronda donde el 7 de julio los moriscos rebeldes saquearon Alozaina y concentraron sus fuerzas en la sierra de Arboto. De allí fueron desalojados el 20 de septiembre por el duque de Arcos. A partir de ese momento comenzó la expulsión de los moriscos de todo el Reino de Granada.
Aunque a partir de octubre de 1570 las rendiciones de los moriscos fueron masivas, varios miles siguieron resistiendo. La mayoría se refugiaron en cuevas, tan abundantes en las Alpujarras, donde muchos de ellos murieron asfixiados, ahogados por el humo de las hogueras que prendieron las tropas cristianas en sus entradas para obligarles a salir. El cronista Mármol describe así estos episodios:

En la cueva de Mecina de Bombaron se tomaron doscientas y sesenta personas, y se ahogaron de humo otras ciento y veinte. En otra cueva cerca de Bérchul se ahogaron sesenta personas, y entre ellas la mujer y dos hijas de Abenabó; y estando él dentro, se salió por un agujero secreto con sólo dos hombres que le pudieron seguir. En la cueva de Castares murieron treinta y siete personas, y en la de Tiar se tomaron vivas sesenta y dos, y en todas se hallaron muchas armas, vituallas y ropa. [...]
 Por la costa ganáronseles seis cuevas muy grandes, que en solas dos dellas hubo al pie de ochocientas personas, y en la postrera que se rindió el 10 de octubre, que fue la de Détiar, había cien moros de la tierra y treinta de Berbería, y un turco, todos muy bien armados, y más de trescientas mujeres y niños; y en otra que estaba sobre el lugar de Murtas hacia el mar, se rindió don Francisco de Córdoba.

Juan de Austria lograría sofocar la revuelta en la zona de las Alpujarras hacia 1571. Los últimos rebeldes, tras perder el Fuerte de Juviles, fueron asediados en sus cuevas, donde murió Aben Aboo apuñalado el 13 de marzo por sus seguidores en una cueva de Bérchules.

### El alcance de la rebelión

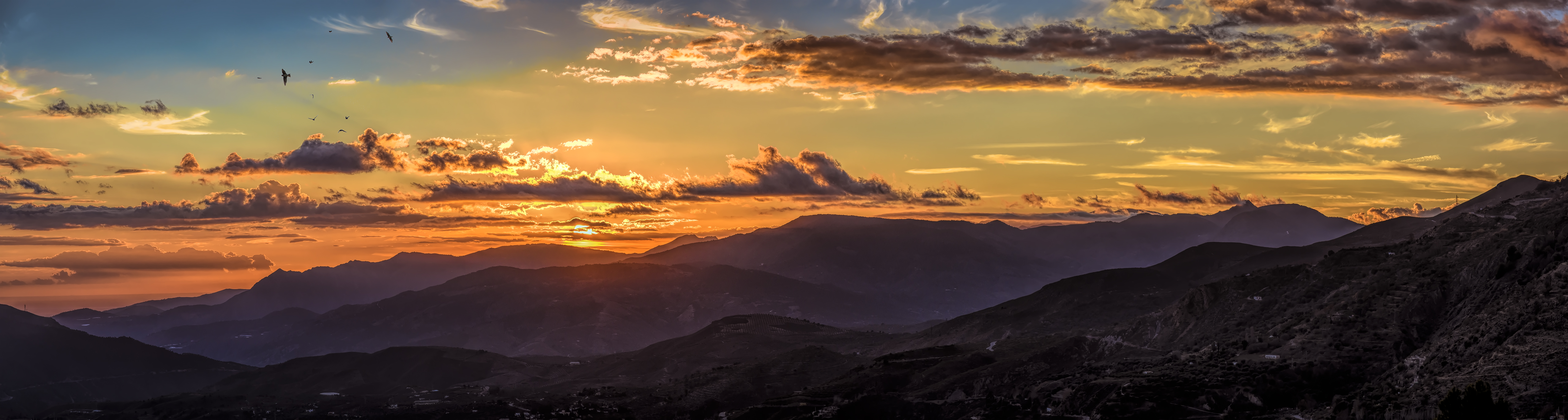
Atardecer en las Alpujarras

En el momento de la rebelión la población total del Reino de Granada apenas alcanzaba los 150 000 habitantes, la mayoría de ellos moriscos. La cifra exacta de los que se sublevaron no se conoce, pero se suelen dar por válidas las estimaciones de los embajadores del Reino de Francia o de la República de Génova en la corte de Madrid, que hablan de 4000 insurgentes en enero de 1569 y de 25 000 en la primavera de 1570, de los cuales unos cuatro mil serían turcos y berberiscos llegados desde el norte de África para apoyar la rebelión. Frente a ellos el ejército real contó al principio con 2000 infantes y 200 caballeros al mando del marqués de Mondéjar, aunque los efectivos aumentaron notablemente cuando don Juan de Austria se hizo cargo de las operaciones (en el asedio de Galera dispuso de 12 000 hombres, mientras que el duque de Sessa comandaba en el mismo momento entre 8000 y 10 000 hombres).
La rebelión se inició en las Alpujarras y después se fue extendiendo al llano y a otras zonas montañosas periféricas, mientras que los moriscos de las ciudades y de las llanuras estrechamente relacionadas con ellas, como los de la capital y su vega, o los de Almería, Málaga, Guadix, Baza o Motril, no se unieron al levantamiento aunque simpatizaran con él. El distinto comportamiento de las ciudades, según Antonio Domínguez Ortiz y Bernard Vincent, se explica por la mayor presencia de «cristianos viejos» y la mayor integración de los moriscos en ellas —en las Alpujarras y en otras áreas donde prendió la rebelión, por el contrario, había pueblos en los que el único «cristiano viejo» era el párroco—. Estos historiadores ponen como ejemplo el de los moriscos del Albaicín, que si cuando llegó Farax Aben Farax se hubieran sublevado «la guerra hubiese tomado otro aspecto», y que no lo hicieron «porque llevaban decenas de años conviviendo con los cristianos». «En este aspecto, el centro de Granada, alrededor de la plaza de Bibarrambla y, especialmente, la Alcaicería, era el elemento esencial. Había allí un mundo que bullía y donde se mezclaban cristianos y moriscos. Unos y otros tenían allí tiendas, entre ellos muchos moriscos del Albaicín... Parecidas observaciones podrían hacerse a propósito de Guadix, Baza, Almería o Motril». También parece que los moriscos de los señoríos se sublevaron menos que los de realengo, debido a la protección que les dieron sus señores.

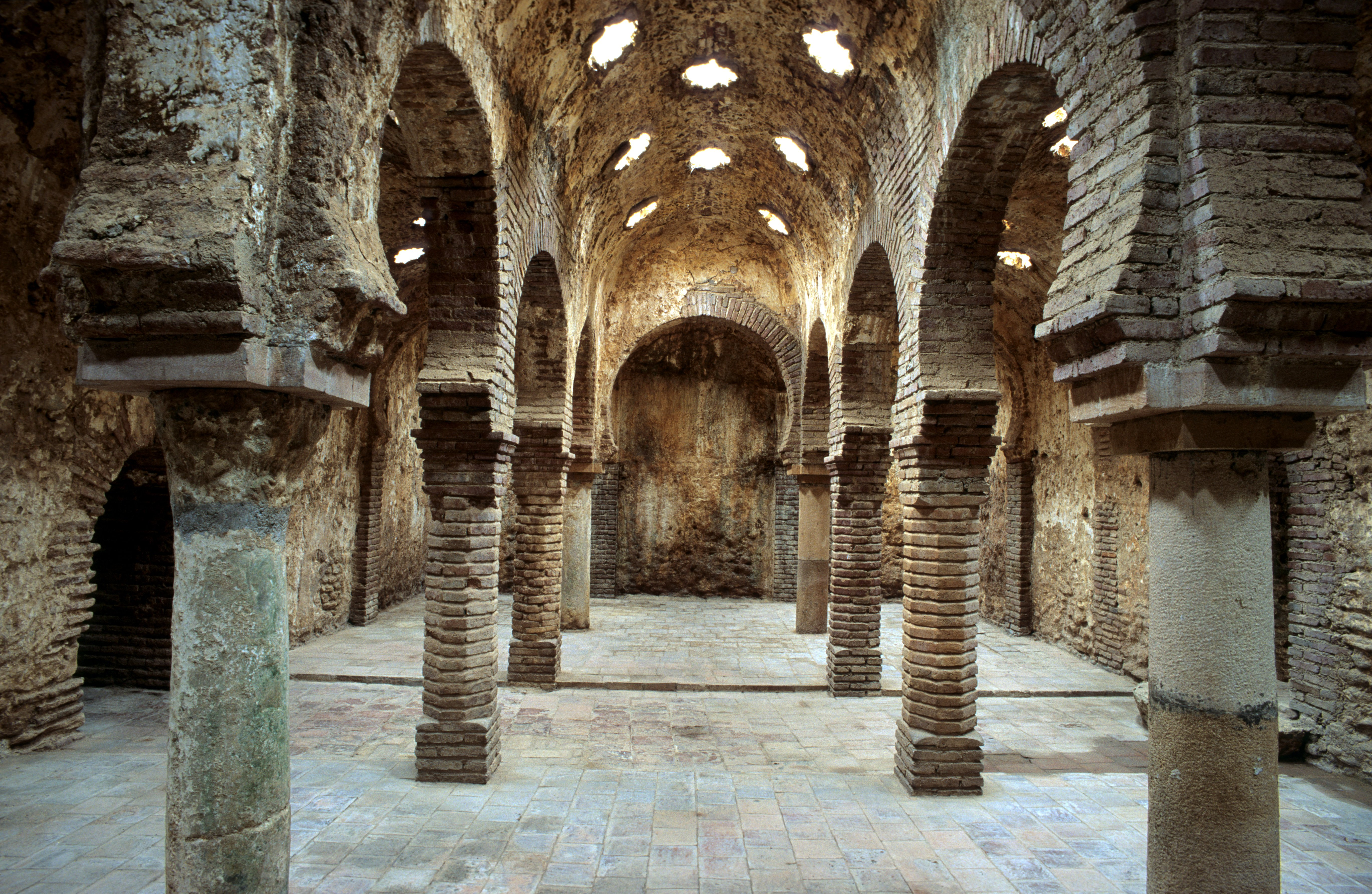
Baños (hamman) moriscos de Ronda.

Este distinto comportamiento de las ciudades y sus hoyas y de la zonas rurales, especialmente las montañosas, se confirma cuando se examina la procedencia de los líderes de la rebelión, pues la mayoría de ellos eran de las Alpujarras, de las zonas montañosas o estaban vinculados a ellas, como es el caso de Abén Humeya, caballero veinticuatro del ayuntamiento de Granada, pero muy ligado a su pueblo de Válor. Por otro lado, prácticamente todos ellos eran miembros de linajes prestigiosos, lo que explica también el desarrollo de la revuelta. Bastó que cualquiera de ellos se decidiera a sumarse a la rebelión para que todo el pueblo lo siguiera. No ocurrió lo mismo en las ciudades donde «las grandes familias, aunque siempre respetadas, estaban menos unidas a la masa morisca por su aproximación a los vencedores cristianos». Los vínculos del linaje no se rompieron durante la rebelión pues no hubo escisiones en su seno. «Cada linaje, en bloque, escogió la fidelidad al gobierno establecido o la revuelta... Aben Humeya tenía a su lado a su suegro, Miguel de Rojas, su tío Hernando el Zaguer, su hermano Luis de Válor, sus primos hermanos Aben Aboo y El Galipe. Todos desempeñaron papeles destacados». En cambio, el linaje de los Zegríes permaneció fiel a la Corona.
En conclusión, según Domínguez Ortiz y Bernard Vincent,

La complejidad de las causas que determinaron el levantamiento morisco no puede ocultar su carácter esencialmente rural... Fueron los medios rurales los que sufrieron a causa de la crisis de la seda y de las exacciones de las autoridades cristianas. Y, sobre todo, fue en ellos donde la aculturación hizo menores progresos. El sentimiento predominante entre ambas comunidades, lo mismo en las Alpujarras que en la sierra de Bentomiz, era el odio, alimentado durante decenios. El pueblo entero se alineó espontáneamente tras sus líderes recobrados. El movimiento, expresión de la desesperación de una minoría que quería conservar su identidad, cavó definitivamente el foso que separaba las dos civilizaciones.

### La amenaza exterior
La principal preocupación de Felipe II fue que la rebelión de las Alpujarras se transformara en un levantamiento generalizado de todos los moriscos de sus estados, incluidos los de la Corona de Aragón —una preocupación que compartían los cristianos viejos de esos territorios—, concertada con una intervención del Imperio Otomano y de sus aliados del norte de África, lo que pondría en peligro a la propia Monarquía Hispánica, una amenaza que se sintió cercana durante la segunda mitad de 1569 y los inicios de 1570. Como comentó el embajador francés: «Dios quiera que antes de que ese perro [el sultán] pueda armarse los revoltosos de las Alpujarras hayan sido castigados».
Los moriscos granadinos mantuvieron contactos con el sultán otomano y con los señores de Argel y de Tetuán —el hermano de Aben Humeya, Luis de Válor, viajó a Argel y después a Estambul para recabar apoyos—. El sultán Selim II les envió una carta de apoyo en su lucha contra los «malvados cristianos», y aunque estaba ocupado en la conquista de la isla de Chipre —de la que acabó apoderándose en el otoño de 1570— ordenó que recibieran ayuda desde Argel, aunque esta fue bastante limitada. Se enviaron armas y provisiones y unos 4000 turcos y berberiscos combatieron en las filas de los moriscos granadinos, apoyando siempre a los jefes partidarios de continuar la guerra y contrarios a la negociación.
Es muy probable que los rebeldes granadinos también recabaran la ayuda de los moriscos de la Corona de Aragón —hay indicios de que algunos moriscos del Reino de Valencia fueron a combatir a Granada e incluso una aldea de ese reino se sublevó en marzo de 1570— pero estos no intervinieron en la revuelta, ni intentaron aprovechar la oportunidad para sublevarse. Además del «cordón sanitario» que establecieron las autoridades de los reinos de Aragón y de Valencia para evitar el «contagio», la razón fundamental del abstencionismo de los moriscos de la Corona de Aragón, según Domínguez Ortiz y Bernard Vincent, fue que «sin duda comprendieron que su intervención sólo conseguiría extender los males de una guerra que no podían ganar. Una España reconquistada para el islam era una quimera».

## Consecuencias

### La deportación

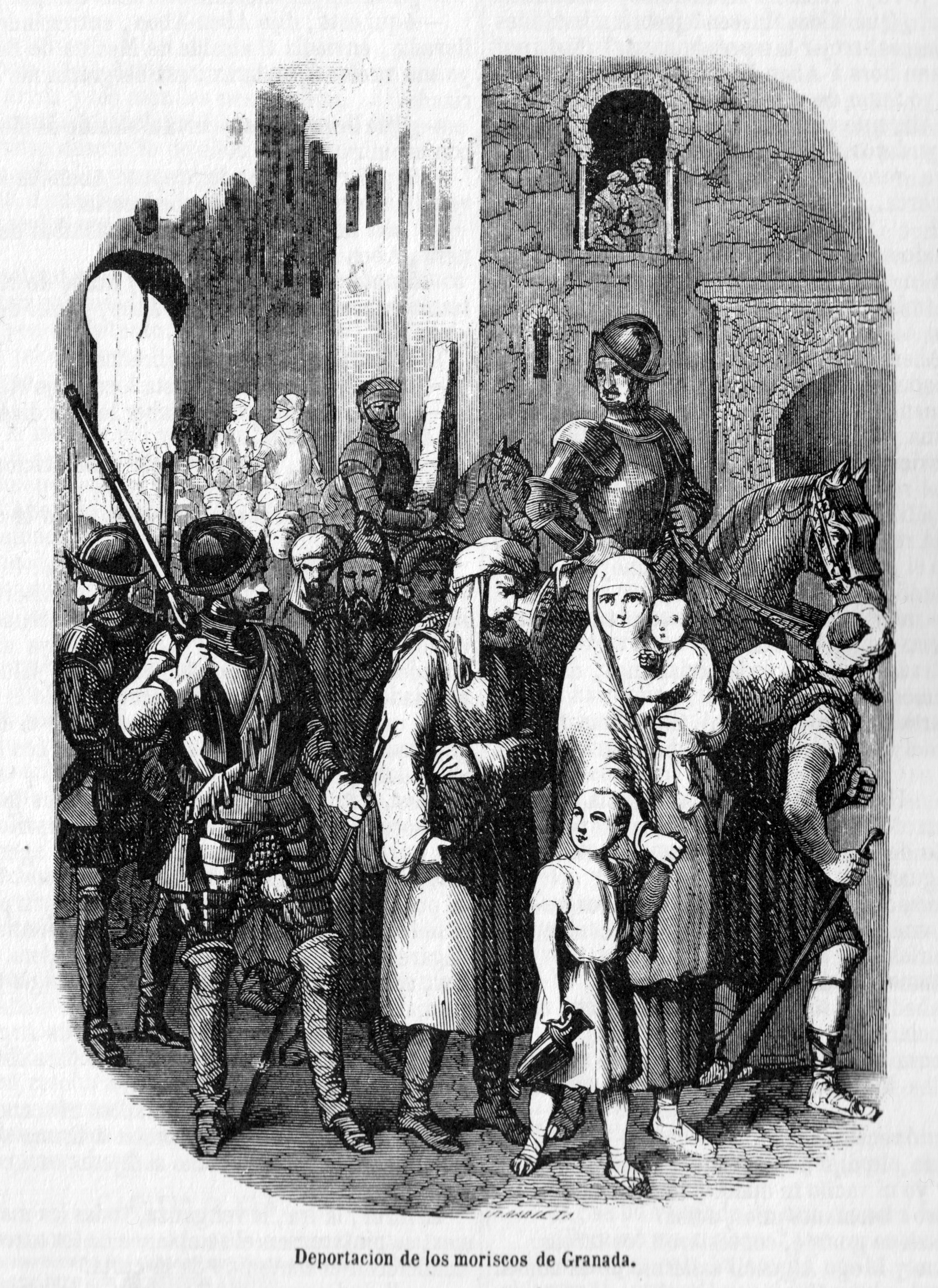
Grabado de la novela Los monfíes de Las Alpujarras (1859) de Manuel Fernández y González, que representa la expulsión de los moriscos de Granada.

Los moriscos de Granada que sobrevivieron (se estiman unos 80 000) fueron deportados a partir del 1 de noviembre de 1570 hacia otros lugares de la Corona de Castilla, especialmente hacia Andalucía Occidental y las dos Castillas.
Las primeras deportaciones tuvieron lugar durante la guerra, se realizaron para facilitar las operaciones militares en determinadas zonas y se calcula que pudieron afectar a unas 20 000 personas. Casi la mitad de ellas eran moriscos de la ciudad de Granada, quienes, a pesar de que no se había sumado a la sublevación, fueron obligados a abandonarla «porque sacar... enemigos de Granada... será de grandísimo efecto». Primero fueron deportados los hombres y luego las mujeres y los niños —la mayor parte fueron enviados a Andalucía Occidental—. El procedimiento que se siguió fue el que se utilizó luego para la deportación general iniciada el 1 de noviembre de 1570. Así lo describe un subordinado de don Juan de Austria, Pedro López de Mesa:

El Sr. don Juan de Austria me mandó encerrar todos los moriscos que habían quedado en esta ciudad [de Granada, tras la primera deportación decretada en junio de 1569] en cuatro iglesias para embiallos fuera del reino. Encerráronse dos mil y ochocientas personas; destos se enviaron fuera más de la mitad, y los otros quedaron por viejos y enfermos, y hasta ciento y cincuenta oficiales de panaderos y horneros y herreros y otros oficios, y otros quedaron por mercaderes y personas de mucho trato para que dispusieran de sus tiendas y bienes muebles, y para esto se les ha dado término de quince días, y todos empiezan a disponer de sus bienes para irse, y cada día se van...

La deportación general que se inició el 1 de noviembre de 1570 al parecer se decidió en marzo de ese año. Los afectados fueron no solamente los moriscos que se habían rebelado sino que la orden también se aplicó a los "moriscos de paz". Se justificó con el argumento de que era la única medida que podía aislar a los moriscos que seguían combatiendo en las zonas montañosas más inaccesibles. El procedimiento seguido fue el que ya se empleó para la expulsión de los moriscos de la capital. Los moriscos fueron primero reunidos en sus pueblos respectivos y luego conducidos a los centros de agrupamiento de las siete zonas en que fue dividido el reino para realizar la operación, siendo recluidos en el interior de hospitales o iglesias. Así lograron reunir a unos 50 000 moriscos distribuidos de la siguiente forma: 5000 entre Málaga y Ronda; 12 000 en Granada; 12 000 en Guadix; 6000 en Vera; 8500 en Almería; y más de 5000 en Baza. La cifra total de 50 000 concuerda con las dadas por los comisarios encargados de la deportación. Uno de ellos escribió en una carta que envió al cardenal de Sigüenza:

En otra carta dixe que los moros que desta vez se avian sacado deste Reyno serían más de treinta y cinco mil ánimas, y después acá se ha sabido que demás de la relación que entonces se tenía, que serían aquel número poco más o menos, se han sacado del río de Almanzora otras once mil personas, de manera que según esto y lo que de todo el Reyno se entiende habrían salido casi cincuenta mil ánimas...

Los moriscos fueron "sacados" del Reino en contingentes de 1500 personas escoltadas por unos 200 soldados y a los que seguían los carros con las pertenencias de los expulsados. Los comisarios que mandaban estas columnas tenían orden «decir todas las buenas palabras que supieren» con el fin convencer a los deportados de la necesidad y de la "bondad" de la medida. En una de las instrucciones que recibieron se decía: «Por no haber podido sembrar a causa de la inquietud que la guerra ha traído consigo como por la esterilidad del año, se ha reducido esta provincia a tanta penuria que es imposible poderse sustentar en ella, por lo cual... su magestad ha tomado resolución que por el presente los dichos cristianos nuevos se saquen de este reyno y se lleven a Castilla y a las otras provincias donde el año ha sido abundante y no han padescido a causa de las guerras y donde con gran comodidad podrán comer y sustentarse el año presente». A este engaño se añadía otro: que en el futuro «se podrá ir considerando para qué tiempo y cómo se podrán volver a sus casas».
La marcha hacia sus lugares de destino se hizo en condiciones penosas y se calcula que uno de cada cinco moriscos murió en el camino, superándose esta proporción en algunos casos. Además los supervivientes llegaron extenuados y en un estado lamentable, por lo que se extendieron las enfermedades como el tifus, lo que no facilitó en absoluto que fueran bien acogidos. El propio don Juan de Austria se compadeció de ellos y un testigo relata desde Albacete:

... es tanta lástima ver la mucha cantidad de niños muy chiquitos y mujeres, y la pobreza y desventura con que vienen, que no se puede acabar, y como el tiempo es tan recio y son tantos, por muy avisado que se tiene no es posible tener tan cumplido que se prevenga todo...

A Sevilla llegaron unos 5500, 12 000 a Córdoba, 21 000 a Albacete y 6000 a Toledo, y desde estas cuatro ciudades fueron redistribuidos por los pueblos de los alrededores o llevados a otros lugares: 7000 de los de Córdoba acabaron en diversos pueblos de Extremadura; 7500 de los de Albacete fueron conducidos a Guadalajara o Talavera de la Reina; los 6000 de Toledo fueron llevados a los pueblos de Segovia, Valladolid, Palencia o Salamanca.
Tras las expulsiones llevadas a cabo durante la guerra y la expulsión general iniciada el 1 de noviembre de 1570, hubo una tercera y última oleada de expulsiones. Como han señalado Domínguez Ortiz y Bernard Vincent, «es muy difícil saber con seguridad si sus víctimas pertenecían al grupo de los que permanecieron hasta entonces en sus pueblos de origen [especialmente en los lugares de señorío en los que los señores intentaron conservar a sus vasallos] o al de los irreductibles hechos prisioneros en fecha tardía o bien al de los moriscos que, después de expulsados, volvieron clandestinamente a sus tierras». Estos mismos historiadores estiman que el número de deportados en esta tercera oleada estaría cercano a los 10 000.
La pragmática de 6 de octubre de 1572 promulgada por Felipe II estableció las normas por las que debían regirse los moriscos deportados y que debían hacerlas cumplir las autoridades de los lugares de la Corona de Castilla donde finalmente residieran.

### El Reino de Granada tras la deportación
La deportación provocó un gran vacío de población que no se pudo llenar durante décadas y que además trajo consigo el hundimiento de la economía, ya que los moriscos constituían su principal motor. A esto habría que sumar la destrucción de numerosos campos de cultivo, huertas y talleres artesanales durante la campaña militar.
Los señores de moriscos ya advirtieron de las consecuencias que iba a tener para el reino la expulsión. Antes de que se decidiera el marqués de Mondéjar preguntó a los partidarios de la misma:

cómo se había de despoblar un reino como aquél, donde se perderían los frutos de la tierra, que tan apropiada era para aquella nación, acostumbrada a vivir entre sierras, y a sustentarse con muy poco, y tan impropia para los cristianos.

El área más afectada por la deportación fue la Alpujarra. La repoblación con cristianos fue un fracaso porque, «en vez de atraer a la gente, ofreciendo tierras y casas a precios bajos, se pretendió sacar mucho dinero para el erario, arrendando aquellas tierras y casas en cifras muy altas y cargando a la nueva población con censos y contribuciones más pesadas que las que habían padecido sobre sus hombros los moriscos mismos». La consecuencia fue que «en 1593 el vecindario alpujarreño había disminuido de un modo alarmante. Los supervivientes vivían en la miseria y las tierras aparecían poco cuidadas. La decadencia continuó a lo largo de la primera mitad del siglo XVII».
Sin embargo, según Julio Caro Baroja, algunas familias de moriscos se las ingeniaron para poder quedarse, «alegando varios pretextos para no marcharse. Unas decían que eran de cristianos viejos, otras alegaban que eran «mudéjares», otras que tenían que liquidar negocios de importancia [o resolver pleitos pendientes]. Mientras los alcaldes del crimen y otros empleados de la justicia aclaraban su situación y fallaban, pasaba el tiempo. Se sabe, por ejemplo, que en 1582 bastantes moriscos habían vuelto a Granada y que convivían con las quinientas o seiscientas familias de «mudéjares» que nunca habían dejado la ciudad, bajo el pretexto de que habían de resolver antes pleitos sobre sus haciendas. [...] Cabe imaginar que amistades, compadrazgos, sobornos, etc., se utilizaron para borrar en más de un caso el estatuto de una familia entera». Por otro lado, en este contexto es en el que sitúa Caro Baroja el famoso fraude de los plomos del Sacromonte.
Cuando finalmente en 1609 Felipe III decretó la expulsión de los moriscos españoles, la medida apenas afectó al Reino de Granada dado que apenas quedaba algún morisco en este territorio después de 1571.

## En la literatura
Pedro Calderón de la Barca en 1659 escribió el drama histórico Amar después de la muerte, o El tuzaní de la Alpujarra dedicado a la rebelión.
A mediados del siglo XIX el prolífico Manuel Fernández y González publicó una novela titulada Los monfíes de las Alpujarras ambientada en la revuelta y que contaba con numerosas ilustraciones.
Esta rebelión aparece en la obra Philip II del hispanista estadounidense William Thomas Walsh, publicada en 1937.
En 2009, Ildefonso Falcones publicó la novela La Mano de Fátima, cuya trama tiene como entorno la rebelión de los moriscos y que se convirtió rápidamente en un gran éxito vendiendo cincuenta mil ejemplares el día de su estreno, el 10 % de la tirada inicial.
Los acontecimientos de la novela de 2021 El aroma de la esperanza, del escritor granadino Manuel Estévez Goytre, ocurren durante esta rebelión.
El escritor accitano Pedro Antonio de Alarcón escribió su obra La Alpujarra en la que cuenta un viaje por esas tierras acompañado de todos los hechos que ocurrieron en esos lugares durante la rebelión morisca.